# Theodor Svedberg
Theodor Svedberg, conhecido como The Svedberg (Fleräng, Gevália, 30 de agosto de 1884 — Kopparberg, Örebro, 25 de fevereiro de 1971) foi um químico sueco.

## Vida
Foi educado na Köping School, a Örebro High School, e na Gothenburg Modern School. Iniciou seus estudos de química na Universidade de Uppsala, (Suécia) em 1904, onde em 1912 tornou-se professor de físico-química até 1949.
Recebeu o Nobel de Química de 1926, por suas notáveis pesquisas sobre a físico-química dos colóides, evidenciado a validez da teoria fundada por Albert Einstein e por Marian Smoluchowski sobre o movimento browniano.
Após a Segunda Guerra Mundial, utilizando o ciclotron, dedicou-se a pesquisa das partículas subatômicas no Instituto de Química Nuclear Gustaf Werner de Upsala, entre 1949 e 1967, ano que se aposentou.
Foi um dos primeiros a estudar a síntese da borracha. Realizou trabalhos sobre uma vacina contra a poliomielite e inventou a ultracentrífuga que utilizava para pesquisar a estrutura molecular das proteínas. Em 1949 recebeu a Medalha Franklin.